# Клан О'Салліван

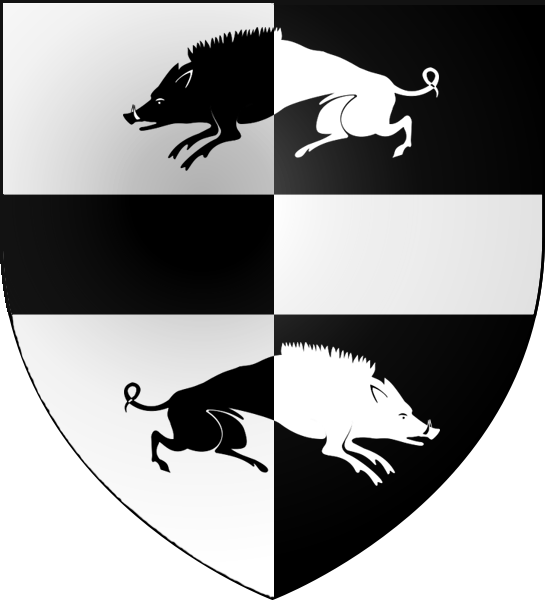
Герб вождів клану О'Салліван.

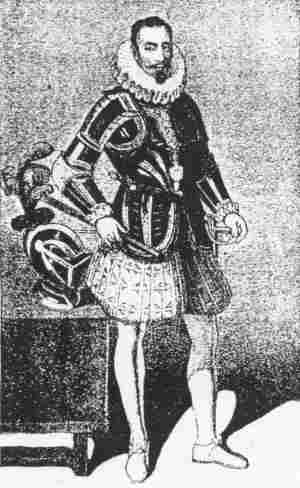
Донал Кам О'Салліван Беара — останній вождь клану О'Салліван (1561—1618).

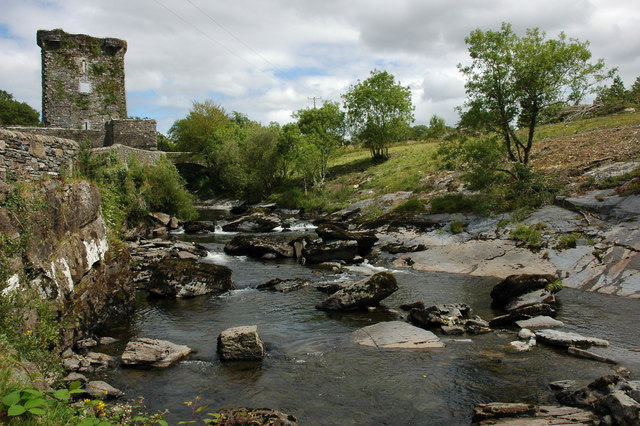
Замок Карріганасс, збудований у 1541 році Дермотом О'Салліваном, вождем клану О'Салліван Беара.

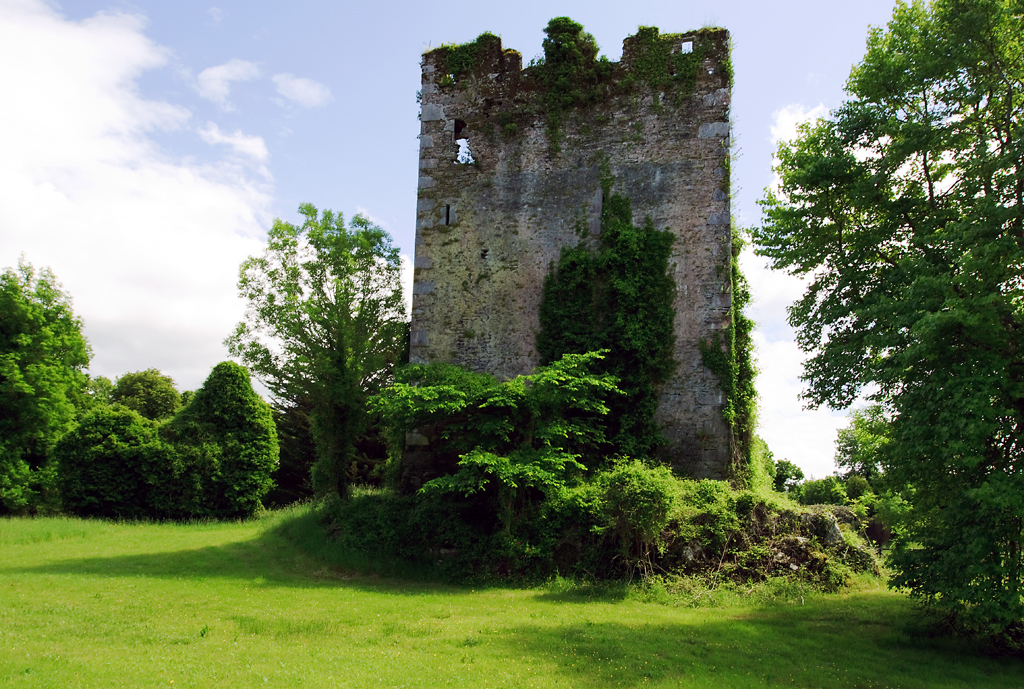
Замок Дункеррон — резиденція вождів гілки О'Салліван Мор.

Клан О'Салліван (англ. — Clan O'Sullivan, ірл. — Ó Súilleabháin) — клан Суллеван, клан Саліван — один з ірландських кланів. Історично володів землями в графствах Корк та Керрі. До англійського вторгнення в Ірландію володів землями в нинішньому графстві Тіпперері. Нині прізвище О'Салліван одне з найпоширеніших в Ірландії. По частоті поширення займає третє місце в Ірландії. Прізвище широко поширене в країнах ірландської еміграції: в Канаді, США, Австралії, Новій Зеландії та ін.
Клан О'Салліван виник як септа давнього ірландського клану Еоганахт Хайсіл (ірл. — Eóganacht Chaisil), що в свою чергу виник як септа більш давнього клану Кенел Фінгін (ірл. — Cenél Fíngin). Клан Кенел Фінгін походить від Фінгена мак Аедо Дуйб (ірл. — Fíngen mac Áedo Duib) — короля Кашелю королівства Манстер, що правив у 601—618 роках. Тобто клан О'Салліван має королівське походження. Феделмід мак Крімтан (ірл. — Fedelmid mac Crimthainn) — король Манстеру, верховний король Ірландії, що помер 847 року був останнім королем з клану Кенел Фінгін — О'Салліван. Пізніше вожді клану О'Салліван стали князями під владою династії МакКарті в королівстві Десмонд.
Девіз клану: An Lámh Fhoisteanach Abú — Тверда рука перемоги (ірл.)
Засновник клану: Суйлеван мак Маолура (ірл. — Suilebhan mac Maolura)
Останній вождь клану: Донал Кам О'Салліван Беара (ірл. — Donal Cam O'Sullivan Beare) (1561—1618)

## Титули вождів клану О'Салліван
- Король Манстера
- Віконт Берехавен
- Лорд Кнокграффон
- Лорд Каппанакуха
- Лорд Беара
- Лорд Дункеррон

## Дочірні гілки клану О'Салліван
- О'Салліван Мор (ірл. — O'Sullivan Mór)
- О'Салліван Бер (ірл. — O'Sullivan Beare)
- О'Салліван МакКраг (ірл. — O'Sullivan MacCragh)
- МакКрохан (ірл. — MacCrohan)
- МакГіллікудді (ірл. — McGillycuddy)

## Походження назви О'Салліван
О'Салліван — онуки Салівана. Ім'я Саліван — Суллеван (ірл. — Súilleabháin, Suilebhan) виникло від слів súil — суйл, суль — очі (ірл.) та dubh — дув, дуб — темний, чорний (ірл.) і зменшувальний префікс –án.

## Історія клану О'Салліван

### Легенди про предків клану О'Салліван
Люди клану О'Салліван переповідають легенду, що вони ведуть свій родовід від Міля — ватажка племені перших кельтів (гойделів, гелів), що переселились в Ірландію — на острів Ініс Файл (ірл. — Innis Fáil) — Острів Долі. До цього переселення плем'я Міля жило в Іспанії, в нинішній Галісії, де вони мали місто Брігантія. Це переселення (згідно легенди) відбулося близько 1700 року до н. е. Переселившись в Ірландію вони виявили там два народи — Фірболгів (ірл. — Firbolg або Fir Bolg) та плем'я Дітей Богині Дану (ірл. — Tuatha Dé Danann). Обидва ці племені гойдели перемогли і змусили їх покинути Ірландію.

### Династія Еогнахта
Засновник клану О'Салліван — Суллевайн (ірл. — Súilleabháin) був прямим нащадком короля Фінгіна — короля Манстера, що правив близько 620 року і був з династії Еогнахта (ірл. — Eóganachta). Суллевайн народився через 8 поколінь після Фінгіна — у 862 році.
Після вторгнення в Ірландію англо-норманських загарбників у 1169—1171 роках клан О'Салліван змушений був залишити свої землі в нинішньому графстві Тіпперері і переселитися у менш родючі землі в нинішніх графствах Корк та Керрі. Це сталося у 1193 році. Після цього переселення клан О'Салліван розділився на кілька гілок (септ):
- О'Салліван Мор — Великі О'Саллівани (ірл. — O'Sullivan Mór) — жили в південному Керрі.
- О'Салліван Беара (ірл. — O'Sullivan Beare) — з півострова Беара, що на заході графства Корк і на півдні графства Керрі.
- МакГіллікаді Рікс або Мак Гіолла Мохуда (англ. — McGillycuddy Reeks, ірл. — Mac Giolla Mochuda) — виникли як гілка О'Салліван Мор.
- Мак Фінін Дафф або Мак Фігін Дув (англ. — Mac Fineen Duff, ірл. — Mac Fíghin Dúibh) — виникли як септа О'Салліван Бер — нині ця гілка вважається неіснуючою.

Приставка «Беара» і назва Беара походить від імені принцеси Беари — дружини першого короля королівства Муму (Манстер).
Після англо-норманського завоювання клан О'Салліван продовжував чинити опір завойовникам, тому був постійно переслідуваний англійською владою. Клан О'Салліван обєднався з кланами МакКарті та О'Донох'ю. Три клани об'єднаним військом перемогли англійців у 1261 році в битві під Кайсглін (ірл. — Caisglin), що біля Кінгарвана (ірл. — Kilgarvan), на північ від Кенмаре (ірл. — Kenmare). Наступного року вони знову розбили військо англійців. Ці дві битви розмежували володіння англо-норманських феодалів Фітцджеральдів (англ. — FitzGerald) на півночі Керрі та ірландських гельських кланів на півдні Керрі і на заході Корку. Ці кордони були в силі протягом наступних 300 років. Тим часом гели (ірландці) і англо-норманські поселенці почали змішуватися між собою, укладати шлюби та союзи. Ці клани ірландського та англо-норманського походження стали союзниками у XVI столітті, коли король Англії Генріх VIII вирішив повністю підкорити Ірландію і насадити в Ірландії протестантизм, в той час як Ірландія лишилася католицькою країною після реформації на Британських островах.
Септа О'Салліван Беара і клан О'Салліван взагалі був розколотий 1592 року. Донал О'Салліван — вождь клану був вбитий в 1563 році. У нього на той час був син, але йому було тільки два роки. Ірландські закони Таністрі (ірл. — Tanistry) — закони, що регулюють життя клану та посаду вождя клану — вимагають, щоб посада вождя клану передавалась до найбільш здібних і талановитих родичів вождя клану. У результаті наради клан вирішив, що посаду вождя клану обійме Оуен — брат загиблого вождя і стане лордом Беара та Бентрі. Оуен визнав владу Англії над Ірландією і був посвячений в лицарі королевою Англії Єлизаветою І. У 1587 році Донал, якому виповнилось 26 років, почав вимагати, щоб титул і посада вождя клану належали йому по праву. Він звернувся до влади в Дубліні аргументуючи це тим, що він є первістком загиблого вождя клану. Англійська влада в Дубліні була схильна визнати його правоту, бо хотіла щоб в Ірландії діяли англійські закони щодо успадкування титулів та посади вождя клану, а не ірландські закони. Крім того, сер Оуен О'Салліван втратив вплив в Дубліні через свою підтримку повстання Десмонда. Комісія ухвалила рішення на користь Донала, що став віднині лорд О'Салліван Беара. Сер Оуен мусив задовольнятися тільки островом Відді (ірл. — Whiddy) і частиною Бентрі. Він помер наступного року і йому успадкував його син сер Оуен.
Клан О'Салліван дав притулок Джеральду Фітцджеральду, коли англійські війська намагалися захопити його як останнього спадкоємця ірландського графства Десмонд.

### Дев'ятирічна війна в Ірландії

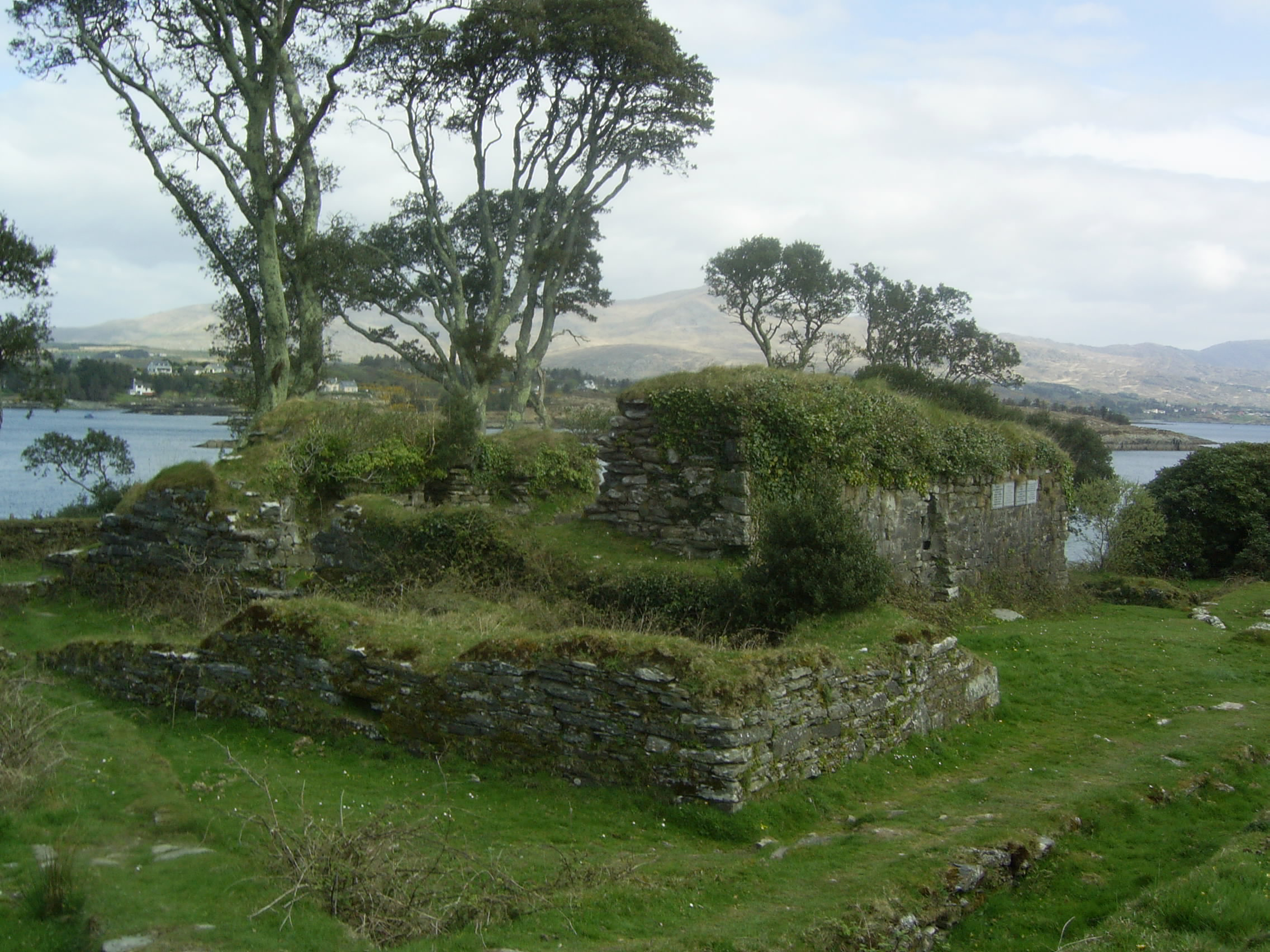
Руїни замку Дунбой.

У 1590 роках з новою силою спалахнуло повстання за незалежність Ірландії (яке по суті ніколи не припинялося). Почалася війна, яка ввійшла в історію як Дев'ятирічна війна. Клан О'Салліван Мор разом зі своїм союзником — кланом МакСвіні (ірл. — McSweeny) почали важкі бої проти англійських військ. Донал Кам О'Салліван Беара, що тепер був вождем клану намагався утримуватися від боїв, аж поки клани О'Деннелл та О'Нейлл (О'Ніл) з Ольстера не почали активні бойові дії.
У ті часи ірландські клани Манстера переживали важкі часи. Ще до цих подій вони підтримали повстання Десмонда і внаслідок цього втратили більше 500 000 акрів землі, що була конфіскована англійською владою і віддана англійським поселенцям.
Король Іспанії Філіп III погодився підтримати повсталих ірландців і надіслав загони під проводом Хуана Д'Аквілла. Але замість висадки десанту в Ольстері, як про це просив О'Ніл, іспанські війська висадились в Кінсейлі в графстві Корк, щоб уникнути зіткнення з англійськими кораблями в Ірландському морі. Іспанські солдати були втомлені, ірландські клани Манстера знесилені попередніми повстаннями. Донал Кам О'Салліван Беара підняли воїнів Манстера — з кланів О'Салліван, О'Дрісколл, МакСвіні, О'Коннор Керрі. Даніель О'Салліван Мор зміг надати тільки незначну підтримку повстанцям через значні втрати попередніх років.
Іспанські солдати сформували гарнізони замків кланів О'Салліван та О'Дрісколл, щоб звільнити ірландських солдат для наступу. Решта — 4000 іспанських солдат лишилися в Кінсейлі чекати прибуття ірландської повстанської армії з Ольстера. Донал привів в Кінсейл армію з 1000 ірландських солдат. Донал надіслав лист королю Іспанії Філіпу III, але цей лист перехопили англійці.
На світанку 24 грудня 1601 року почалася битва. Для ірландської армії битва завершилась повною катастрофою, не дивлячись на мужність солдат, що стояли на смерть. Причина цього була в тому, що іспанські війська відмовились залишити фортецю Кінсейла і вступити в бій. О'Ніл відступив назад в Ольстер, бо королівство Тір Еогайн почали спустошувати англійські війська. О'Деннелл передав командування армією своєму братові, а сам вирушив в Іспанію просити допомоги. Генерал Хуана Д'Аквілла вирішив укласти мир з Англією і почав переговори. Англійський лорд Маунтджой був тільки радий, що іспанці виходять з війни і готовий був на будь-які їхні умови. Хуан Д'Аквілла наказав іспанським гарнізонам капітулювати і здати замки англійцям. Клани О'Салліван та О'Дрісколл тепер мусили воювати ще й з іспанськими солдатами, щоб повернути собі свої замки. Донал О'Салліван поскаржився іспанському королю. Коли Хуан Д'Аквілла повернувся в Іспанію, його зустріли з презирством і помістили під домашній арешт.
Багато ірландців — не комбатантів тікали від війни на острів Дарсі. Але англійські загони на чолі з Джоном Бостоком напали на острів і вчинили там різню — вбили всіх біженців, хто ховався на острові, включно з жінками і дітьми, кидали їх зі скелі в море.

### Облога замку Дунбой
Джордж Керью — лорд Манстера вирішив захопити замок Дунбой — останню фортецю, яку утримував клан О'Салліван Беара. Це був останній оплот повстанців. Донал чекав в замку Ардеа, що біля Туосіст підкріплення та зброї, яка була йому обіцяна. А в цей час лорд Карью з армією в 4000 солдат з гарматами обложив замок Дунбой в якому тримали оборону 143 ірландці.
Гармати нещадно бомбардували замок, майже зрівняли його з землею, але захисники билися до останнього. Останні захисники замку потрапили в полон до англійців. Всі вони були повішені наступного дня, за винятком священика Коллінса, якого відвезли у його рідне селище Югал і повісили привселюдно там два дні по тому. Священик Коллінс не був солдатом, він був лише посередником на переговорах.
Донал О'Салліван зрозумів, що підкріплення не буде, ні зброї ні допомоги не буде, що Іспанія зрадила ірландських повстанців. Було очевидно, що все втрачено в Манстері. Донал О'Салліван зібрав близько 1000 останніх повстанців і вирушив в похід в Лейтрім до свого союзника — вождя клану О'Руайрк (ірл. — Ó Ruairc). Він вважав, що зможе продовжити боротьбу на півночі Ірландії разом зі своїми союзниками — кланами О'Доннелл та О'Нейлл.
Лорд Карью оголосив, що всі хто буде допомагати їжею повстанцям будуть оголошені поза законом. Протягом 300 миль свого походу вони були безперервно атаковані англійськими військами. Місцевість по якій вони йшли була розорена і спалена війною. Повстанці Донала О'Саллівана почали марш 31 грудня 1602 року.
Цей епічний і трагічний марш назавжди увійшов в історію Ірландії завдяки докладній розповіді про нього, написаній племінником Донала О'Саллівана.

## Відомі і видатні люди клану О'Салліван
- Камілл О'Салліван (ірл. — Camille O'Sullivan) (нар. 1975) — ірландська співачка.
- Ден О'Салліван (ірл. — Dan O'Sullivan) (нар. 1968) — американський баскетболіст.
- Деніс О'Салліван (ірл. — Denis O'Sullivan) (нар. 1948) — ірландський спортсмен.
- Деніс Дж. О'Салліван (ірл. — Denis J. O'Sullivan) (1918—1987) — ірландський політик з партії «Фіне Гел» (ірл. — Fine Gael)
- Діармуйд О'Салліван (ірл. — Diarmuid O'Sullivan) (нар. 1978) — ірландський спортсмен.
- Донал Кам О'Салліван Веаре (ірл. — Donal Cam O'Sullivan Beare) (1561—1613) — вождь ірландського клану, борець за свободу Ірландії, лідер повстання за незалежність Ірландії.
- Едді О'Салліван (ірл. — Eddie O'Sullivan) (нар. 1958) — ірландський регбіст.
- Едвард Вільям О'Салліван (ірл. — Edward William O'Sullivan) (1846—1910) — австралійський журналіст і політик.
- Еоган Руа О Суллевайн (ірл. — Eoghan Rua Ó Súilleabháin) — Овен Роу О'Салліван (ірл. — Owen Roe O'Sullivan) (1748—1782) — ірландський поет, писав гельською (ірландською) мовою.
- Євген Д. О'Салліван (ірл. — Eugene D. O'Sullivan) (1883—1968) — американський політик з Демократичної партії від штату Небраска.
- Геройд О'Салліван (ірл. — Gearóid O'Sullivan) (1891—1948) — ірландський вчитель, офіцер Ірландської республіканської армії (ІРА), юрист, адвокат, політик, активіст «Шин Фейн» (ірл. — Sinn Féin) та «Фіне Гел» (ірл. — Fine Gael).
- Геральд Роберт О'Салліван (ірл. — Gerald Robert O'Sullivan) (1888—1915) — ірландський солдат Британської армії, кавалер ордену Хрест Вікторії.
- Геррі О'Салліван (ірл. — Gerry O'Sullivan) (1936—1994) — діяч Ірландської лейбористської партії.
- Гілберт О'Салліван (ірл. — Gilbert O'Sullivan) (нар. 1946) — ірландський співак, пісняр.
- Гілліан О'Салліван (ірл. — Gillian O'Sullivan) (нар. 1976) — ірландський гонщик.
- Генрі О'Салліван (ірл. — Henry O'Sullivan) (1845—1912) — геолог, вчений, мандрівник, дослідник.
- Джекві О'Салліван (ірл. — Jacquie O'Sullivan) (нар. 1960) — співак і автор пісень.
- Жан О'Салліван (ірл. — Jan O'Sullivan) (нар. 1950) — політик, діяч Ірландської лейбористської партії, депутат Техта Дала (ірл. — Teachta Dála).
- Єремія О'Салліван (ірл. — Jeremiah O'Sullivan) (нар. 1842) — американський єпископ римо-католицької церкви. Народився в Ірландії.
- Луїс О'Салліван (ірл. — Louise O'Sullivan) (нар. 1973) — ірландський телевізійник.
- Ленс О'Салліван (ірл. — Lance O'Sullivan) (нар. 1963) — новозеландський жокей.
- Меггі О'Салліван (ірл. — Maggie O'Sullivan) (нар. 1951) — поет, виконавець, візуальний художник.
- Маурін О'Салліван (ірл. — Maureen O'Sullivan) (1911—1998) — ірландський артист кіно.
- Майкл О'Салліван (ірл. — Mícheál Ó Súilleabháin) — ірландський композитор і музика.
- Майкі О'Салліван (ірл. — Mickey O'Sullivan) (1932—2012) — американський бейсболіст.
- Муйріс О'Салліван (ірл. — Muiris Ó Súilleabháin) (1904—1950) — ірландський письменник, автор автобіографічного роману «Fiche Blian ag Fás» («Двадцять років росту»).
- Педді О'Салліван (ірл. — Paddy O'Sullivan) (1918—1994) — шпигунка спеціальних операцій часів Другої світової війни.
- Пат О'Салліван (ірл. — Pat O'Sullivan) — американський гольфер, чемпіон.
- Патрік О'Салліван (ірл. — Patrick O'Sullivan) (нар. 1985) — канадський хокеїст.
- Річард О'Салліван (ірл. — Richard O'Sullivan) (нар. 1944) — актор.
- Роні О'Салліван (ірл. — Ronnie O'Sullivan) (нар. 1975) — професійний снукер.
- Шеймус О'Салліван (ірл. — Seumas O'Sullivan) (1879—1958) — ірландський поет, редактор «Дублінського журналу».
- Шоун О'Салліван (ірл. — Shawn O'Sullivan) (нар. 1964) — канадський боксер.
- Соня О'Салліван (ірл. — Sonia O'Sullivan) (нар. 1969) — ірландська олімпійська спортсменка.
- Теренс Патрік О'Салліван (ірл. — Terence Patrick O'Sullivan) (1913—1970) — інженер.
- Томас С. О'Салліван (ірл. — Thomas C. O'Sullivan) (1858—1913) — американський політик і суддя.
- Тімоті О'Салліван (ірл. — Timothy O'Sullivan) (1899—1969) — ірландський політик, діяч партії «Фіана Файл» (ірл. — Fianna Fáil) — «Солдати Долі».
- Тімоті Г. О'Салліван (ірл. — Timothy H. O'Sullivan) (1840—1882) — американський фотограф часів Громадянської війни в США.
- Тодді О'Салліван (ірл. — Toddy O'Sullivan) (нар. 1934) — діяч Ірландської лейбористської партії.
- Олександр Мартін Салліван (ірл. — Alexander Martin Sullivan) — ірландський політик.
- Ендрю Салліван (ірл. — Andrew Sullivan) — консервативний автор і політичний коментатор.
- Анна Салліван (ірл. — Anne Sullivan) — вчителька та ментор Гелен Келлер.
- Артур Салліван (ірл. — Arthur Sullivan) — композитор.
- Брітні МакКей Салліван (ірл. — Brittany McKey Sullivan) — топ-модель.
- Чарльз Л. Салліван (ірл. — Charles L. Sullivan) — американський політик.
- Ден Салліван (ірл. — Dan Sullivan) (нар. 1964) — сенатор від штату Аляска.
- Денні Салліван (ірл. — Danny Sullivan) (нар. 1965) — експерт по оптимізації.
- Денніс Салліван (ірл. — Dennis Sullivan) — американський математик.
- Ед Салліван (ірл. — Ed Sullivan) — письменник і ведучий «Саліван-шоу».
- Едмунд Джозеф Салліван (ірл. — Edmund Joseph Sullivan) — ілюстратор книг.
- Анна Елеанора Салліван (ірл. — Eleanore Sullivan) (1750—1833) — відома куртизанка, фаворитка королеви Франції Марії Антуанетти.
- Сер Едвард Салліван (ірл. — Sir Edward Sullivan) — баронет, депутат парламенту.
- Ерік Пер Салліван (ірл. — Erik Per Sullivan) — американський актор.
- Френсіс Стоутон Салліван (ірл. — Francis Stoughton Sullivan) (1715—1766) — ірландський юрист та діяч культури.
- Гордон Салліван (ірл. — Gordon R. Sullivan) (нар. 1937) — американський генерал.
- Грант Салліван (ірл. — Grant Sullivan) (1924—2011) — американський актор.
- Гаррі Стак Салліван (ірл. — Harry Stack Sullivan) — американський психолог і психоаналітик.
- Єремія Салліван (ірл. — Jeremiah C. Sullivan) — американський генерал часів Громадянської війни, армія Союзу.
- Джон Салліван (ірл. — John Sullivan) — генерал часів американської революції.
- Джон Салліван (ірл. — John Sullivan) (1788—1855) — британський губернатор.
- Джозеф Салліван (ірл. — Joseph Sullivan) — агент ФБР.
- Джустін Салліван (ірл. — Justin Sullivan) — музикант.
- Кейт Салліван (ірл. — Kate Sullivan) — журналістка.
- Кетрін Салліван (ірл. — Kathryn D. Sullivan) — перша жінка астронавт.
- Кайл Салліван (ірл. — Kyle Sullivan) — американський актор.
- Ліам Кайл Салліван (ірл. — Liam Kyle Sullivan) — американський комедійний актор.
- Луїс Салліван (ірл. — Louis Sullivan) — архітектор.
- Майк Салліван (ірл. — Mike Sullivan) — канадський політик.
- Моріс Салліван (ірл. — Morris Sullivan) — бізнесмен, засновник «Саліван Блат Студії» анімації.
- Ніколь Салліван (ірл. — Nicole Sullivan) — американська актриса.
- Патрік Дж. Салліван (ірл. — Patrick J. Sullivan) — конгресмен від штату Пенсильванія.
- Патрік Джозеф Салліван (ірл. — Patrick Joseph Sullivan) — сенатор від штату Вайомінг.
- Роберт Белдвін Салліван (ірл. — Robert Baldwin Sullivan) — канадський юрист та політик.
- Сам Салліван (ірл. — Sam Sullivan) — мер Ванкувера, Канада.
- Сюзанна Салліван (ірл. — Susan Sullivan) — американська актриса.
- Тереза Саліван (ірл. — Teresa Sullivan) — президент університету Вірджинії.
- Тімоті Даніел Салліван (ірл. — Timothy Daniel Sullivan) — ірландський політик.